# ¡El que no corre... vuela!
¡El que no corre... vuela! es una película mexicana de comedia de 1982, escrita y dirigida por Gilberto Martínez Solares, y protagonizada por María Elena Velasco «La India María», Evita Muñoz «Chachita», Freddy Fernández «El Pichi», Irma Lozano y María Prado.

## Argumento
María Nicolasa Cruz, de San Pablo Cuatro Venados, llega a la Ciudad de México a hablar con el diputado de su pueblo para decirle que había habido un problema allá, pues se habían robado sus tierras.
En la Central Campesina, que es donde se encontraba el diputado, no la reciben y al contrario, la tratan mal, ella corre y en frente de un salón de belleza choca con una extranjera, a quien unos hombres estaban viendo a qué horas salía para robarse su bolsa.
Culpan a María por "distraer" a la señora para que sus amigos pudieran robarle la bolsa, por lo que la llevan a prisión temporalmente, allá conoce a una mujer (Irma Lozano) quien le dice que a su esposo lo mataron y a ella la encerraron por colaborar en el contrabando de un camión. Los señores que le habían ofrecido 15 000 pesos a cambio del camión cargado con contrabando, cree ella que son los que los delataron con la policía. Estos mismos (Evita Muñoz "Chachita") estaban a cargo de los hijos de esta mujer, pero solo recibían sobras y maltratos. Por eso María decide quedarse a trabajar como sirvienta, para poder cuidar a los niños.
Después María puede salir de ahí, agarra un carro y choca con todo: mercados ambulantes, puestos y todo lo que se le pusiera en frente.
Ella arma un escándalo y finalmente se da cuenta de que la vida en la ciudad, como en todas partes tienes que correr o hasta volar para lograr lo que quieres.
Otro mensaje impresionante de esta película es que nadie va a hacer por ti lo que tú no haces y menos lo que está a tu alcance y pasas por desapercibido.

## Reparto
- María Elena Velasco «La India María» como María Nicolasa
- Evita Muñoz «Chachita» como Doña Chona «La Gorda»
- Freddy Fernández «El Pichi» como Capitán Tovar
- Mario Alberto Rodríguez como Gorgonio Carrión
- María Prado como La Alacrana
- Fernando de Fuentes como Panchito
- Mariela Flores como Celadora
- Selene Valdes como Laurita
- Leticia Julian como Monja fayuquera
- Irma Lozano como Laura
- Fuensanta Zertuche como Greñuda
- Tomas Velasco como Invitado
- Luz María Peña como Medialuz
- Carlos León como Empresario lucha libre
- Federico González como Comandante
- Juan Pablo Ramirez
- Alejandro Rodríguez
- Ángela Rodríguez como Transeúnte de estación de ferrocarril
- Carlos Bravo y Fernández como Reportero
- Arturo Martínez Jr. como Policía